# CipSoft
CipSoft GmbH ist ein 2001 gegründeter Entwickler von Computerspielen mit Sitz in Regensburg. Das Unternehmen ist bekannt für das 1997 veröffentlichte Online-Rollenspiel Tibia. Im April 2023 waren 95 Mitarbeiter bei CipSoft beschäftigt, 2022 belegte das Unternehmen Platz 16 der Liste der größten Spielestudios in Deutschland. 2022 erhielt CipSoft den Deutschen Computerspielpreis als „Studio des Jahres“.

## Geschichte
CipSoft wurde 2001 von den vier damaligen Studenten der Universität Regensburg Stephan Börzsönyi, Guido Lübke, Ulrich Schlott und Stephan Vogler gegründet.
Das 1997 veröffentlichte Tibia einschließlich des 2003 erschienenen Ablegers TibiaME für Mobilgeräte ist das zentrale Produkt der Firma. Es gehörte zu den ersten in Deutschland entwickelten MMORPG mit Grafik- statt nur Textelementen. Tibia unterhält bis heute, durch niedrige Systemanforderungen besonders in Brasilien, Polen und Schweden eine aktive Spielerbasis. 2018 veröffentlichte CipSoft das MOBA-Game Panzer League, das wirtschaftlich nicht erfolgreich war.
Während der COVID-19-Pandemie erreichten die Spielerzahlen in Tibia 2020 mit über 100.000 gleichzeitigen Spielern einen neuen Rekord und das Unternehmen konnte seinen Gewinn verdoppeln.
2020 erschien LiteBringer, ein Spiel auf Basis der Litecoin-Blockchain, das wirtschaftlich floppte und dessen Entwicklung wenig später eingestellt wurde.
Nachdem das Unternehmen 2022 den mit 50.000 Euro dotierten Deutschen Computerspielpreis als „Studio des Jahres“ erhielt, spendete es das Preisgeld an die Ukraine-Flüchtlingshilfe.
Zum 1. Mai 2025 übernahm CipSoft das Unity-Browserspiel Die Siedler Online von Ubisoft.

## Veröffentlichungen
- Tibia (1997)
- TibiaME (2003)
- Fiction Fighters (2011)
- Panzer League (2018)
- LiteBringer (2020)

## Auszeichnungen
- Deutscher Computerspielpreis 2022 als „Studio des Jahres“